# 朴日甲
朴日甲（韩文：박일갑；1923年11月1日—1987年9月11日）韩国足球前锋，曾代表韩国参加过1954年世界杯。 他还曾效力于首尔足球俱乐部。